# Johan Julius Sigismund Sloet
Johan Julius Sigismund baron Sloet (Zutphen, 7 oktober 1845 – Arnhem, 24 februari 1919) was een Nederlands notabele.
Hij werd geboren binnen het gezin van Ludolph Anne Jan Wilt Sloet van de Beele en (zijn volle nicht) Jacoba Maria Visscher. Vader was zowel advocaat, procureur als wethouder voor de gemeente Zutphen. Hij werd grotendeels opgevoed in het griffiershuis aan de Markt. In zijn jeugd werd vader naar Den Haag gehaald om plaats te nemen in de Raad van Toezicht van de Spoorwegen, een jaar later (1861) werd hij benoemd tot gouverneur van Nederlands-Indië. Waar Johan Julius zijn jeugd toen doorbracht is niet bekend. Zijn naam duikt echter op wanneer hij op 25 oktober 1864 aan de Leidse Universiteit gaat studeren. Hij volgde daar de rechtenstudie en woonde op kamers. Vader kwam vanwege de slechte gezondheid van zijn vrouw terug uit Batavia (1866), vestigde zich eerst in Arnhem, maar in 1867 was hij ook in Leiden te vinden. Johan Julius had inmiddels een verhouding met Catharina Jacoba Lau en kreeg met haar in 1873 een buitenechtelijke dochter Johanna Julia Sigismunda Lau. Lau was een schippersdochter en paste niet in de familietraditie, vond vader. Sloet liet haar eerst met dochter achter door weer naar Arnhem te vertrekken, maar vestigde zich in 1874 toch weer in Leiden om ten eerste zijn studie nu eens af te ronden en ten tweede Lau weer op te zoeken. Er volgde nog twee kinderen.
In 1878 studeerde hij eindelijk af en vertrok opnieuw naar Arnhem om bij zijn vader te gaan wonen. Hij ging werken bij het toen net opgerichte Rijksarchief van Gelderland (Oud-provinciaal archief). Een studie achteraf liet blijken dat de financiële afhankelijkheid van zoon ten opzichte van zijn vader groot was en dus van grote invloed was op het familieleven van Johan Julius. Zodra vader Sloet overleed, werd Lau en de drie kinderen direct naar Gelderland gehaald om zich bij Johan Julius te voegen. Johan Julius huwde op 17 april 1891 Lau en erkende dat de drie kinderen van hun waren. Ze gingen in Oosterbeek wonen, villa Bijdorp. Sloets loopbaan zette zich voort in het Rijksarchief waar hij uiteindelijk de positie hoofdcommies-chartermeester zou gaan bekleden. Echter de functie gaat aan zijn neus voorbij; hij zou te oud zijn en het Rijksarchief had maar matig gefunctioneerd tijdens zijn vorige functie aldaar. Ook Robert Fruin maakte een kans, maar het werd Adrianus Cornelis Bondam. De kring rondom Sloet is dan niet blij met de gang van zaken. De pijn werd enigszins verlicht door hem in 1905 te benoemen tot officier in de Orde van Oranje-Nassau. Sloet moest jarenlang onder Bondam werken en dat kwam de sfeer in het Gelders Rijksarchief niet ten goeden. Zowel Sloet als Bondam beklaagde zich regelmatig over hun (in wezen niet bestaande) werkverhouding. Sloet kreeg in 1905 ook jichtklachten, deze waren dermate heftig, dat hij regelmatig verstek moest laten gaan. Dit werd vervolgens tegen hem gebruikt. In 1914 probeerde Bondam hem te laten kiezen voor vrijwillig pensioen, maar er is onvoldoende geld voor deze oplossing. Voorts weigerde Sloet en de Commissaris der Koningin werd ingeschakeld om tot een oplossing te komen. Sloet moest zich weer medisch laten keuren; hij hield de eer aan zichzelf en diende zijn ontslag in, die hij op 1 juni 1914 eervol kreeg. Hij heeft dan nog wel de functie van voorzitter van Gelre (oprichting 1897), een functie die hij pas in 1917 verliet, ook voor deze functie was het ziektebeeld funest.
Uit Sloets pen vloeide jarenlang artikelen over de geschiedenis van Gelderland, het onderzoeken ging hem beter af dan het schrijven erover was later de constatering. Op 24 februari 1919 overleed hij. Bij Gelre werd geconstateerd dat zijn manier van werken de vereniging geen windeieren had gelegd. Het ledental onder Sloets was opgelopen tot 500.
Sloets was jarenlang een mecenas van de Arnhemsche Orkest Vereeniging, dat in hun beginjaren vanaf 1889 financiële problemen kende. Alhoewel er bijdragen waren van de provincie Gelderland, kwam het orkest steeds geld tekort. Sloet was samen met Rudolph Ketjen in het begin altijd aanspreekbaar om "iets bij te passen".
Verder:
- Catharina Jacoba Lau verhuisde na haar dood weer naar Den Haag, waar zij 15 februari 1935 overleed (Haags Archief)
- Johanna Julia Sigismunda barones Sloet huwde ambtenaar Johan Eijma en stierf in 1938
- Antonie Wilhelmus Baron Baron Sloet (geboren 1875) werd jurist
- Jacob Baron Sloet (geboren 1884) werd tuinarchitect en verhuisde naar de Milton (Massachusetts)
- Villa Bijdorp brandde in januari 1909 geheel af.